# إنجيل مادرازو
إنجيل مادرازو (بالإسبانية: Ángel Madrazo) (و. 1988  م) هو راكب دراجة هوائية إسباني، ولد في سانتاندير، شارك في طواف إسبانيا.

## التصنيف
| السنة     | 2014 | 2015 | 2016 | 2017 | 2018 | 2019 | 2020 | 2021 | 2022 |
| --------- | ---- | ---- | ---- | ---- | ---- | ---- | ---- | ---- | ---- |
| عالمي     |      |      | 284  | 474  | 467  | 498  | 984  | 544  | 664  |
| أوروبا    | 157  | 82   | 129  | 254  | 327  | 381  | 770  | 437  | 511  |
| آسيا      | -    | -    | -    | -    | 250  |      |      |      |      |
|           |      |      |      |      |      |      |      |      |      |
| مصدر: UCI |      |      |      |      |      |      |      |      |      |

## سجل الفوز

### سباقات أو مراحل فاز بها
| التاريخ        | السباق                              | المركز                                           |
| -------------- | ----------------------------------- | ------------------------------------------------ |
| 12 سبتمبر 2010 | جائزة مونتريال الكبرى للدراجات 2010 |                                                  |
| 15 مارس 2011   | تيرينو ادرياتيكو 2011               | العاشر في تصنيف الجبال، السادس في تصنيف أفضل شاب |
| 02 أبريل 2011  | جائزة ميغيل إندوراين 2011           | الخامس في التصنيف العام                          |
| 09 أكتوبر 2011 | طواف بكين 2011                      | السابع في تصنيف أفضل شاب                         |
| 22 يناير 2012  | داون أندر 2012                      | الرابع في تصنيف أفضل شاب                         |
| 31 مارس 2012   | جائزة ميغيل إندوراين 2012           | الثالث في التصنيف العام                          |
| 08 أبريل 2012  | كلاسيكا بريمافيرا 2012              | الخامس في التصنيف العام                          |
| 30 مارس 2013   | جائزة ميغيل إندوراين 2013           | المرتبة 16 في التصنيف العام                      |
| 09 يونيو 2013  | كريثيديا دو دوفين 2013              | العاشر في تصنيف أفضل شاب                         |
| 25 يوليو 2013  | برويبا فيلافرانسا دي أورديزيا 2013  |                                                  |
| 11 أكتوبر 2014 | طواف إيميليا 2014                   |                                                  |
| 05 أبريل 2015  | فولتا لا ريوخا 2015                 | الفائز حسب تصنيف المجموعة                        |
| 25 يوليو 2015  | برويبا فيلافرانسا دي أورديزيا 2015  | الفائز في التصنيف العام                          |
| 10 أكتوبر 2015 | طواف إيميليا 2015                   |                                                  |
| 07 أبريل 2017  | حلبة دي لا سارث 2017                |                                                  |

## روابط خارجية
- إنجيل مادرازو على موقع الاتحاد الدولي للدراجات (الإنجليزية)
- إنجيل مادرازو على موقع أرشيف الدراجات (الإنجليزية)
- إنجيل مادرازو على موقع إحصائيات الدراجات الإحترافية (الإنجليزية)
- إنجيل مادرازو على موقع نسبة الدراجات (الإنجليزية)
- إنجيل مادرازو على موقع CycleBase (الإنجليزية)